# 폴란드 후사르
폴란드 후사르(Polish hussars; 폴란드 어: husaria)는 16세기에서 18세기 동안 폴란드 군(후에는 폴란드-리투아니아 연합군)의 주력부대였다. 흔히 날개달린 후사르(Winged Hussars)라 불린다. 폴란드-리투아니아 연합왕국은 헝가리로부터 후사르 부대를 도입하였다. 처음 이 부대가 도입되었을 때는 경기병(light cavalry)의 형태를 띠었으나 후에 가서 중기병(heavy cavalry)으로 바뀌었다. 18세기까지 폴란드 후사르 기병대는 폴란드-리투아니아 연합 왕국에서 가장 유명한 정예부대였다.

## 역사
후사르((IPA: /həˈzɑːr, həˈsɑːr/, or /hʊ-/)라는 단어는 헝가리어의 후사르(huszár)에서 유래했다고 한다. 이 후사르라는 단어는 원래 세르비아어로 도둑, 약탈자를 뜻하는 구사르(gusar; 키릴 문자: гусар)에서 유래했다고 한다. 처음에 후사르 기병대는 소규모로 운영되었으나, 헝가리의 마차시 1세 코르비누스(Matthias I Corvinus of Hungary) 시기에 정예화 되고 강력한 부대로 재편되었다고 한다. 마차시 1세의 지휘 하에 후사르 부대는 1485년 오스만 제국에 대항하는 전역에 참전하였고, 자신들이 보헤미아나 폴란드의 병사들 뿐만 아니라 오스만 투르크의 시파히(Spahis) 기병들과도 싸워 이길 수 있다는 것을 증명하였다. 1490년 마차시 1세가 사망한 후, 후사르 기병대는 중부와 서부 유럽으로 퍼져나가 자신들이 머문 곳에서 창설된 경기병 부대의 중핵이 되었다. 예를 들어 오스트리아는 헝가리 후사르 기병대를 용병으로 사용하여 오스만 제국에 저항하였고, 프리드리히 대왕(Frederick the Great)은 오스트리아 왕위계승전쟁(War of the Austrian Succession) 기간 동안 후사르 부대를 광범위하게 운용하였다. 경기병 후사르 부대가 보병대와 포병대를 교란시키는 전술을 위해 전 유럽의 군대에 차용된 반면, 중무장 후사르 부대는 폴란드-리투아니아 연합왕국(Polish-Lithuanian Commonwealth)의 후사르들이 가장 유명하다. 후사르의 유래를 살펴보면 14세기 말에서 15세기 동안 세르비아 군인들이 오스만 제국이 세르비아를 공략한 이래 남부 헝가리로 흘러들어가 이루어졌다는 것을 확인할 수 있다. 후사르 부대의 개념은 14세기 말경 세르비아에서 시작되었다. 16세기 경 색칠한 날개나, 날개달린 갈고리가 기병들의 방어구에 나타나기 시작했다. 날개는 원래 말 안장에 붙어 있었으나 후에는 갑옷의 등 부분에 붙여진다. 1645년 슈초드로프스키(Szczodrowski)는 타조의 날개를 사용했다고 말하였다. 1500년 폴란드 국고 사용을 기록한 책을 보면 후사르 부대를 만들었다는 기록이 있다. 처음 이들은 외국 용병이었고 라초비에(Racowie) 혹은 '라스치아'(Rascia)라고 불렸는데, 이는 '세르비아의'(of Serbia)라는 뜻이다. 이들은 세르비아의 라스(Ras) 지방에서 건너왔기 때문이다."
폴란드 왕국의 최초의 후사르 기병대는 1503년 헝가리 용병 세 부대를 고용한 폴란드 의회인 세임(Sejm)에 의해 창설되었다. 이후 폴란드와 리투아니아 시민들도 이 부대의 지원병으로 참여하였다. 이렇게 새로 구성된 후사르 부대는 이전에 고용된 용병들보다는 더 두꺼운 갑옷을 입고 움직이는 데 더 자유로웠다. 이들 부대는 오르샤(Orsza 1514)와 오베르틴(Obertyn 1531)에서 폴란드 왕국과 리투아니아 대공국이 승리를 거두는 데 중요한 역할을 하였다. 스테판 바토리(Stefan Batory) 국왕 시기 폴란드 왕국과 리투아니아 대공국의 후사르 부대는 중세풍의 랜서(lancer, 장창기병)를 교체하였고, 폴란드와 리투아니아 기병대의 주력으로 편성되었다.
1500년대 헝가리의 후사르 부대가 중무장 기병으로 변화하는 과정을 살펴보면 다음과 같다. 헝가리 기병대는 나무 방패를 버리고 플레이트 메일과 같은 중장갑을 채용하였다. 트란실바니아와 헝가리의 대공 스테판 바토리는 1576년 폴란드의 왕으로 선출되었고 장창을 주력 무기로 삼은 헝가리 부대를 따라 중무장 편제로 폴란드와 리투아니아의 후사르 부대를 재편하였다. 1590년 대다수의 폴란드 헝가리 후사르 부대는 헝가리의 중무장 형태를 따라 변모하였으며, 이러한 폴란드의 '중무장'(heavy) 후사르 부대는 헝가리에서 후사리아(husaria)라는 이름으로 널리 알려지게 되었다.
1577년 루비셰프 전투(Battle of Lubiszew)에서 후사르 부대의 '황금 시대'(Golden Age)가 시작되었다. 1683년 빈 전투(Battle of Vienna)에 이르기까지 폴란드-리투아니아 후사르 부대는 수많은 적들에 대항하여 무수한 군사적 행동을 벌였고, 거의 패한 적이 없었다. 1577년 루비셰프 전투(Battle of Lubiszew), 비치나(Byczyna 1588), 코켄하우젠(Kokenhausen 1601), 키르홀름(Kircholm 1605), 크우신(Kłuszyn 1610), 트슈치아나(Trzciana 1629), 호침(Chocim 1673), 르부프(Lwów 1675)와 같은 일련의 전투에서 폴란드-리투아니아 후사르 부대는 무수히 많은 적군을 격파하는 데 결정적인 역할을 하였다. 예를 들어 폴란드-모스크바 전쟁(Polish-Muscovite War) 동안에 벌어진 크우신 전투(Battle of Kluszyn)에서 러시아군은 폴란드-리투아니아 군에 비해 5배나 많았으나 후사르의 활약에 의해 대패하고 말았다.
후사르들 역시 때때로 패하기도 했으며 특히 흐미엘니츠키 반란(Chmielnicki Uprising)시 1648년 주테 보디 전투(Battle of Żółte Wody)가 후사르가 겪은 가장 큰 패배 중 하나이다.
후사르 부대의 역할은 시간이 지남에 따라 정찰대로 변모해 갔으며 폴란드 분할 등으로 인하여 1775년 사라졌고, 점점 정교해져 갔던 후사르 부대의 갑옷과 무구들은 폐기되었다. 이후 나폴레옹 전쟁에서 울란이라는 사실상 후신인 경기병을 만들게 되었다.

## 전술
폴란드-리투아니아 후사르 부대의 주요 전술은 돌격(charge)이다. 이들은 적진에 돌격을 감행하여 적을 돌파하였으며, 이것이 그들의 승리의 중요한 요소였다. 이들은 또 적진을 붕괴시키기 위해 여러번의 돌격을 감행하였다. (후방에 보급마차를 두었다는 주장 역시 있으나 이에 대한 사료가 없다.) 돌격 공격과 중무장 갑옷, 전마들은 2세기 동안 이들의 승리를 확고히해 주었다. 후사르 부대는 기다란 홍백의 깃발이 달린 장창과 샤블라(szabla;sabre)라는 기병용 군도, 그리고 1개에서 2개의 권총, 때때로 폴란드 인에게 반돌레트(bandolet)라는 이름으로 알려진 기병총이나 화승총, 등 뒤에는 호랑이 가죽이나 표범가죽(중동이나 카프카스에서 구했을 것이다.)을 사용하기도 했다.
폴란드 후사르 기병대는 그들의 등 부분이나 말의 안장에 달린 거대한 '날개'(wings)로 유명하다. 이 날개가 왜 달렸는가를 설명하는 이론이 몇 가지 있다. 어떤 이들에 따르면 이 날개는 타타르 인의 올가미를 사용한 공격을 무력화시키기 위해 차용되었다고 한다. 다른 이론에 따르면 돌격 시 이 날개에 달려있는 깃털들이 진동함에 따라 기묘한 소리를 내고 이를 통해 적을 두렵게 하기 위해서라고 하기도 한다. 1970년대부터 리인엑터들과 영화 제작자들, 그리고 가장 최근에는 2001에 폴란드 역사가들이 수행한 실험을 해 보았을 때 이러한 이론들은 모두 현실적이지 않다고 밝혀졌다. 아마 이 날개들은 퍼레이드를 할 때 붙여놓고, 전투 중에는 떼어냈을 가능성이 높으나 등 뒤에 달린 호랑이 가죽이나 표범가죽, 랜스에 달린 홍백의 깃발이 적의 눈에 혼란을 주기 위해 달려있는 것으로 추정되므로 날개 역시 마찬가지 효과를 위해 달았을 가능성도 있어 여전히 논쟁은 계속되고 있다.

## 갤러리

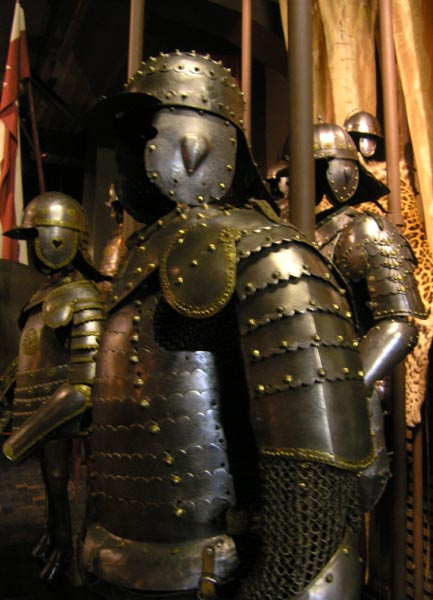
폴란드 군사박물관에 소장된 후사르 갑옷.
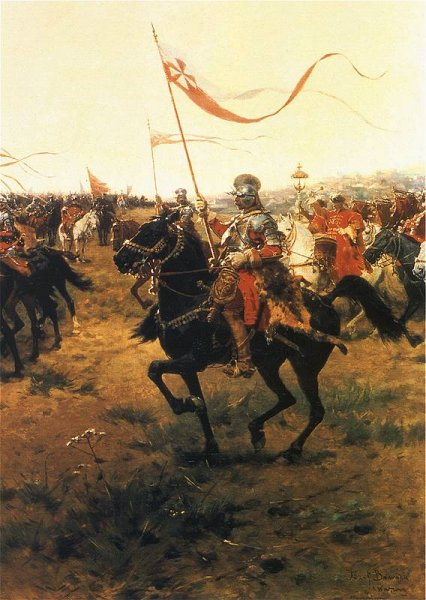
유제프 브란트(Józef Brandt)작 폴란드-리투아니아 연합의 후사르.
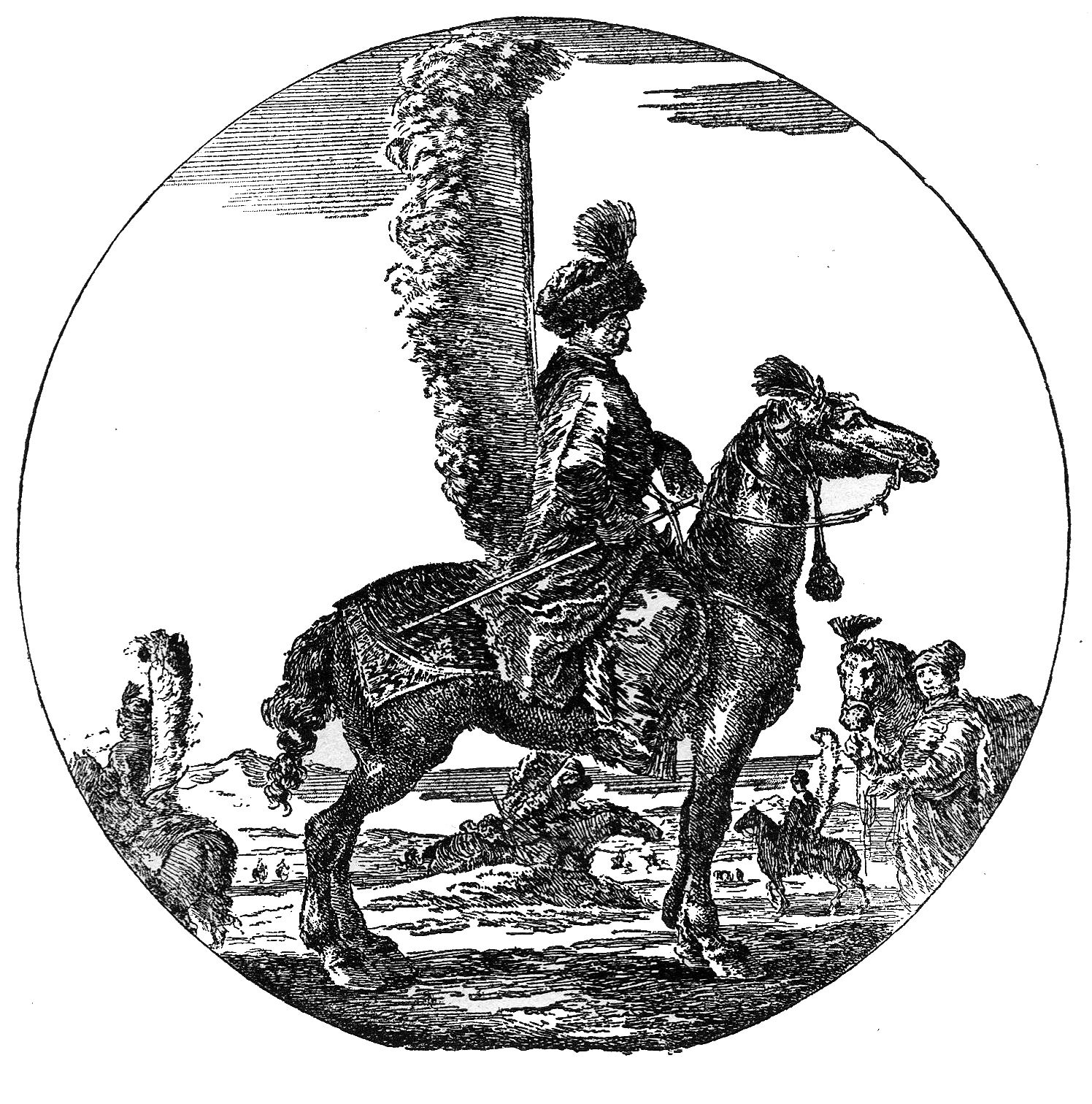
스테파노 델라벨라의 윙드 후사르.
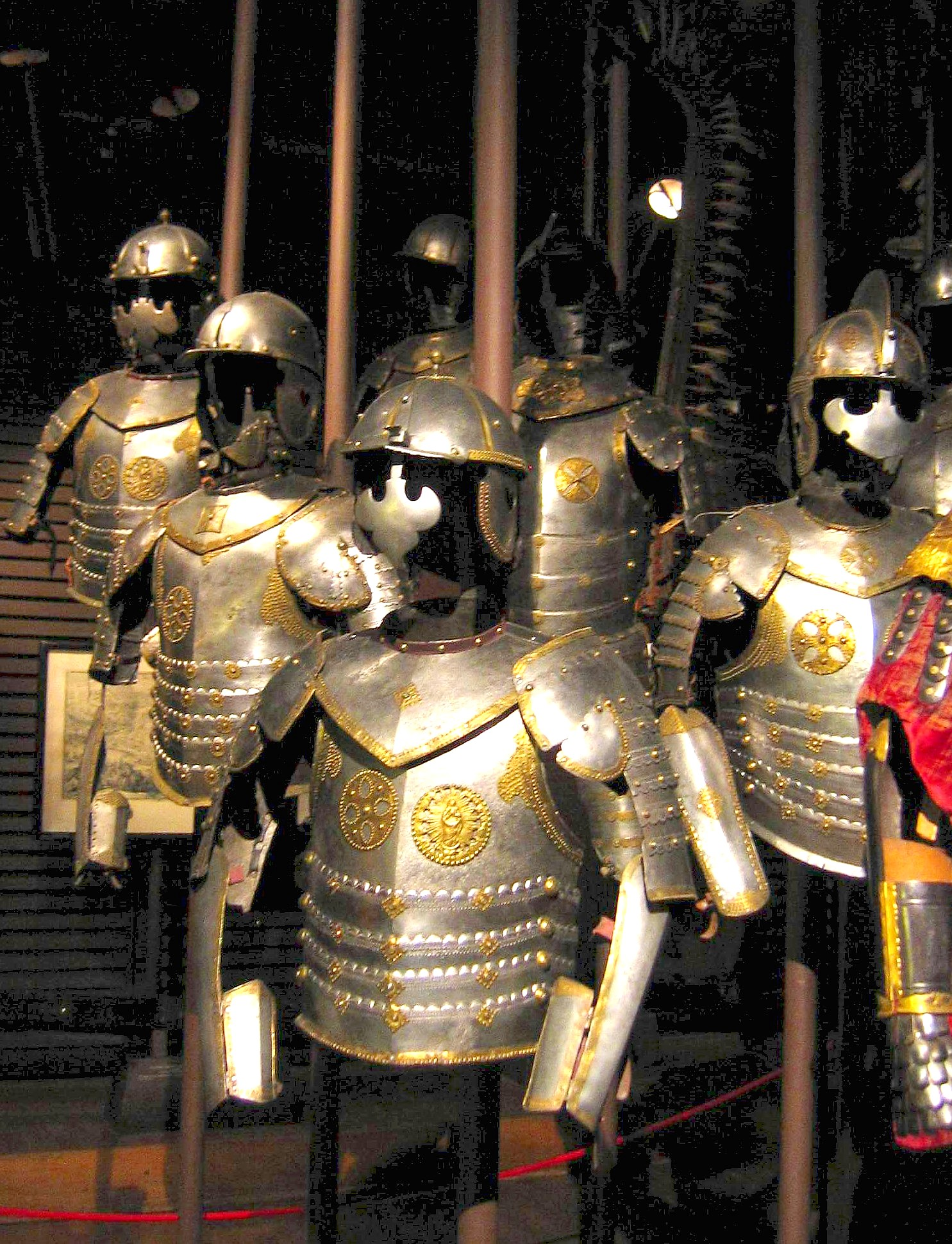
17세기 후사르의 갑옷.